# 시스키유군

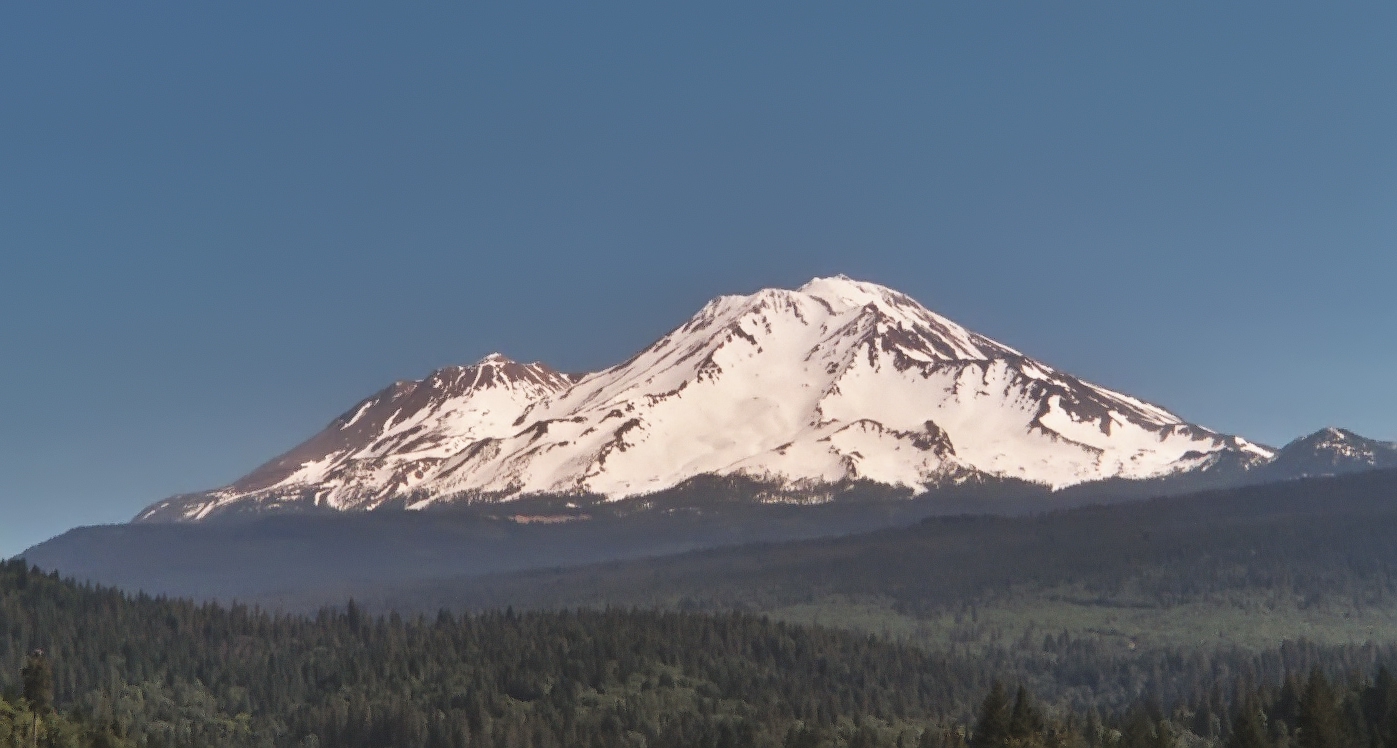

시스키유군 또는 시스키유 카운티(Siskiyou County)는 미국 캘리포니아 주 최북단에 있는 카운티이다. 2010년 인구 조사 기준으로 인구는 44,900 명이었다.  카운티청 소재지이자 최대 도시는 와이리카고 이것의 중요한 랜드마크는 섀스타 산이다.
시스키유 군은 오레곤주 국경을 따라서 시계방향으로 모독 국유림(Modoc National Forest)그리고 샤스타-트리니티 국유림(Shasta-Trinity National Forest) 및 클라마스 국유림(Klamath National Forest) 지역으로 둘러싸여있다. 교외 레크리에이션 기회와 골드 러시 시대의 역사로 인해, 캘리포니아주 내에서 주요한 관광지로 유명하다.

## 역사
시스키유 군은 샤스타 군(Shasta County)과 클라마스 카운티(Klamath County)의 일부분으로 1852년 3월 22일에 건립되었으며  시스키유 마운틴스(
Siskiyou Mountains,시스키유 산맥)의 이름을 따서 명명되다. 카운티 영토중 일부는 1855년 모독(Modoc) 카운티에 제공되었다.
시스키유 카운티는 캘리포니아의 센트럴 밸리와 태평양 북서부 사이를 달리는 시스키유 철도(Siskiyou Trail)의 중앙 구역이다. 시스키유 철도의 확장은 아메리카 인디언이 다니던 길을 따라 갔고 이어 허드슨 베이 회사에 의해 1830년대에 추가로 확장되었다. 그것의 길이는 캘리포니아 골드 러쉬 (Gold Rush) 기간중 특히 '49년의 사람들'에 의해 더욱 증가되었다.

## 인구
| 인구조사                                                      | 인구   | Note  | %±     |
| ------------------------------------------------------------- | ------ | ----- | ------ |
| 1860년                                                        | 7,629  |       | —      |
| 1870년                                                        | 6,848  |       | −10.2% |
| 1880년                                                        | 8,610  |       | 25.7%  |
| 1890년                                                        | 12,163 |       | 41.3%  |
| 1900년                                                        | 16,962 |       | 39.5%  |
| 1910년                                                        | 18,801 |       | 10.8%  |
| 1920년                                                        | 18,545 |       | −1.4%  |
| 1930년                                                        | 25,480 |       | 37.4%  |
| 1940년                                                        | 28,598 |       | 12.2%  |
| 1950년                                                        | 30,733 |       | 7.5%   |
| 1960년                                                        | 32,885 |       | 7.0%   |
| 1970년                                                        | 33,225 |       | 1.0%   |
| 1980년                                                        | 39,732 |       | 19.6%  |
| 1990년                                                        | 43,531 |       | 9.6%   |
| 2000년                                                        | 44,301 |       | 1.8%   |
| 2010년                                                        | 44,900 |       | 1.4%   |
| 2019 (추산)                                                   | 43,539 | [ 3 ] | −3.0%  |
| U.S. Decennial Census 1790-1960 1900-1990 1990-2000 2010-2015 |        |       |        |

## 같이 보기
- 샌프란시스코
- 캘리포니아주의 군 목록